# Marat Ibragimow
Marat Abdułmuklinowicz Ibragimow (ros. Марат Абдулмуклинович Ибрагимов; ur. 1 lutego 1990) – rosyjski zapaśnik startujący w stylu wolnym. Piąty w Pucharze Świata w 2012. Akademicki mistrz świata z 2012 roku.